# Limnochares
Limnochares är ett släkte av kvalster. Limnochares ingår i familjen Limnocharidae.
Kladogram enligt Catalogue of Life:
| Limnochares | \| \| Limnochares americana \| \| \| \| \| \| Limnochares aquatica \| \| \| \| |
|             | \| \| Limnochares americana \| \| \| \| \| \| Limnochares aquatica \| \| \| \| |
|             | Rhyncholimnochares                                                             |
|             |                                                                                |
|             | Limnochares americana                                                          |
|             |                                                                                |
|             | Limnochares aquatica                                                           |
|             |                                                                                |

|  | Limnochares americana |
|  |                       |
|  | Limnochares aquatica  |
|  |                       |